# Азот
| 7       | Азот |
| N14,007 |      |
| 2s22p3  |      |

Азот (хімічний знак — {\displaystyle {\ce {N}}}, лат. nitrogenium) — хімічний елемент з атомним номером 7, що належить до 15-ї групи, 2-го періоду періодичної системи хімічних елементів; представник неметалів.
Азо́т, заст. душе́ць (N
2) — назва простої речовини азоту. Молекула азоту утворена з двох атомів азоту. Азот — (за нормальних умов) хімічно малоактивний газ без запаху, кольору та смаку.
У природі азот є головною складовою частиною повітря (75,6 % за вагою або 78,09 % за об'ємом). Азот у меншій кількості міститься в мінералах, зокрема, у нітратах і солях амонію, у вигляді незначних домішок входить до складу вугілля, нафти тощо. Азот входить до складу всіх живих організмів у вигляді білкових сполук, нуклеїнових кислот, алкалоїдів та ін. Газ азот малорозчинний у воді, має низьку хімічну активність, проте при високих температурах і тиску та/або при наявності каталізаторів він утворює сполуки з воднем, металами, киснем та ін. Азот повітря використовують у виробництві аміаку, азотної кислоти, добрив, а також як газ для створення інертного середовища.

## Історія

### Відкриття
На кінець XVIII століття декілька вчених майже одночасно впритул наблизились до відкриття нового хімічного елементу, властивості якого наукою ще не були вивчені. Так, у 1772 році азот (під назвою «зіпсованого повітря») як просту речовину описав Даніель Резерфорд. Цьому передувало те, що його вчитель Джозеф Блек провів дослід, у якому відкрив реакцію взаємодії вуглекислого газу з вапняною водою, де він виявив, що після зв'язування вуглекислого газу залишається ще якийсь невідомий газ, згодом описаний ним як «нефіксоване повітря», дослідження якого він і запропонував своєму учневі Резерфорду як дисертаційну роботу. Даніель Резерфорд, досліджуючи «нефіксоване повітря», яке залишалось після багаторазового спалювання ним фосфору, вугілля, сірки та інших речовин у скляному дзвоні (з наступним прибиранням їхніх продуктів горіння), помітив, що воно, на відміну від діоксиду вуглецю CO2, не поглинається розчинами лугів та має інші непритаманні останньому властивості, про що він згодом опублікував магістерську дисертацію (на ступінь доктора медицини) «Про так зване фіксоване та мефітичне повітря», де вперше описав основні властивості азоту: не реагує з лугами, не підтримує горіння, непридатний для дихання. Саме тому Даніель Резерфорд офіційно вважається першовідкривачем азоту.
Приблизно в той же час азот був отриманий і іншими вченими. Так, у тому ж 1772 році Генрі Кавендіш також отримував азот з повітря, неодноразово пропускаючи останнє через розпечене вугілля, а потім через розчин лугу для поглинання вуглекислоти. Кавендіш не зумів зрозуміти, що отримав нову просту речовину, тому й не дав спеціальної назви новому газу, лише згадуючи про нього як про «мефітичне повітря» (лат. air mephitic — задушливе повітря). Відомо також, що він, як слідувало з його лабораторних записів, вивчав цей газ раніше за Резерфорда, але, як завжди, не поспішав з публікацією результатів своїх трудів. У тому ж році Кавендіш повідомив про цей дослід своєму другові — професору Джозефу Прістлі.
Прістлі одразу ж продовжив досліди. Він провів серію експериментів, у яких також зв'язував кисень повітря і видаляв отриманий вуглекислий газ, тобто також отримував азот. Він встановив, що якщо в атмосфері азоту перебуває тварина (наприклад, миша), то вона згодом гине. Проте, будучи прихильником панівної в ті часи теорії флогістону, зовсім невірно витлумачив отримані результати: на його думку, процес був протилежним — кисень не виділявся з газової суміші, а навпаки, повітря насичувалося флогістоном у результаті згоряння. Саме тому повітря, що залишалось (тобто азот), він і назвав насиченим флогістоном, тобто флогістованим. Очевидно, що Прістлі, хоча і зміг виділити азот, не зумів зрозуміти суті свого відкриття, тому й не вважається першовідкривачем азоту.
У ті ж роки шведський хімік Карл Шеєле отримав азот з атмосферного повітря тим же шляхом, що і Кавендіш. Він назвав новий газ «зіпсованим повітрям» (нім. Verdorbene Luft). Оскільки пропущення повітря крізь розпечене вугілля розглядалося хіміками-флогістиками як його флогістування, Шеєле (1775) назвав азот «флогістованим повітрям» (Air phlogisticated). У своїй праці «Хімічний трактат про повітря і вогонь» К. Шеєле описав отримання та властивості повітря і зазначив, що атмосферне повітря складається з двох «видів повітря»: «вогняного» — кисню і «флогістованого» — азоту.
Однак всі ці видатні вчені мали досить смутне уявлення про природу відкритої ними речовини. Вони були впевненими прибічниками теорії флогістону та зв'язували властивості «мефітичного повітря» з цією неіснуючою субстанцією.
Противник флогістону — А. Лавуазьє, вдаючись у своїх дослідженнях до точного зважування при процесах горіння, показав, що з палаючого тіла речовина не виділяється, а приєднується до нього, встановивши таким чином новий погляд на процеси горіння та окиснення, та таким чином показав, що майже все повітря є сумішшю двох простих речовин (газів):
- перший з яких — газ, що підтримує горіння, «здорове (фр. salubre) повітря», «чисте повітря», «життєдайне повітря», або кисень;
- другий з них — газ, що не підтримує горіння, «нездорове повітря (фр. mofette)» (як послідовно називав його сам Лавуазьє), або азот[12].

Деякі сполуки азоту — селітри, нітратна кислота, аміак — були відомі й знаходили практичне застосування задовго до відкриття азоту у вільному стані.

### Спроби «зв'язати» азот
На початок XIX століття були з'ясовані хімічна інертність азоту у вільному стані та виняткова роль його в сполуках з іншими елементами як зв'язаного азоту. Тому відтоді «зв'язування» азоту повітря стало однією з найважливіших технічних проблем хімії.
Вперше атмосферний азот зв'язав у 1775 році Карл Шеєле, він отримав ціанистий натрій, нагріваючи в атмосфері азоту соду з вугіллям:
{\displaystyle {\mathsf {Na_{2}CO_{3}+4C+N_{2}\rightarrow 2NaCN+3CO\uparrow }}}
У 1780 році Джозеф Прістлі встановив, що об'єм повітря, укладений у посудині, перевернутій над водою, зменшується, якщо через нього пропускати електричну іскру, а вода набуває властивостей слабкої кислоти. Цей експеримент був, як було описано вище (Прістлі цього не знав), моделлю природного механізму фіксації азоту.
Чотири роки потому Генрі Кавендіш, пропускаючи електричний розряд через повітря, укладене в скляній трубці з лугом, виявив там селітру та оксиди азоту (цікаво те, що він після поглинання оксидів азоту в залишку виявив невелику кількість абсолютно інертного газу, хоч, як і у випадку з азотом, не зміг зрозуміти, що виділив новий хімічний елемент у вигляді благородного газу аргону).
І хоча всі ці експерименти не могли в той час вийти за межі лабораторій, у них видно прообраз промислових способів фіксації азоту — ціанамідного й дугового, що з'явилися на рубежі XIX—XX століть.
Ціанамідний спосіб був запатентований в 1895 році німецькими дослідниками А. Франком та М. Каро. За цим способом азот при нагріванні з карбідом кальцію зв'язувався в ціанамід кальцію.
{\displaystyle {\mathsf {CaC_{2}+N_{2}\rightarrow CaCN_{2}+C}}}. У 1901 році син Франка, подавши ідею про те, що ціанамід кальцію може служити хорошим добривом, по суті, поклав початок виробництву цієї речовини.
Зростанню індустрії зв'язаного азоту сприяла поява дешевої електроенергії, що дало можливість для появи найбільш перспективного способу фіксації атмосферного азоту на той час наприкінці XIX століття — дугового (за допомогою електричного розряду). Незабаром після будівництва Ніагарської електростанції американці у 1902 році неподалік запустили перший дуговий завод. А через три роки в Норвегії ввійшла в експлуатацію дугова установка, розроблена теоретиком і фахівцем з вивчення північного сяйва Кристіаном Біркеланом та інженером-практиком С. Ейде. Заводи подібного типу одержали широке поширення; селітру, яку вони випускали, називали норвезькою. Однак витрата електроенергії при цьому процесі була надзвичайно великою і становила до 70 000 кВт·год на тонну зв'язаного азоту, причому тільки близько 3 % цієї енергії використовувалося безпосередньо на фіксацію.
Згодом Клод Бертолле встановив, що азот входить до складу аміаку, що незабаром призвело до появи аміачного методу зв'язування азоту, який, своєю чергою, поступово призвів до багатократного збільшення промислового зв'язування азоту.

### Походження назви
Назву «азот» (від грец. ἀζωτος — позбавлений життя) замість попередніх назв («флогістоване», «мефітичне», «зіпсоване» повітря) запропонував у 1787 році Антуан Лавуазьє, який на той час у складі групи інших французьких вчених розробляв принципи хімічної номенклатури. Того ж року цю пропозицію було опубліковано в праці «Метод хімічної номенклатури». Члени номенклатурної комісії Паризької академії наук — Гітон де Морво, Антуан Лавуазьє, Клод Бертолле та Фуркруа — при виборі нової назви для азоту виходили з принципів кисневої теорії та й опинилися в скруті. Як відомо, Лавуазьє пропонував давати простим речовинам такі назви, які відображали б їх основні хімічні властивості. Відповідно цьому азоту слід було б дати назву «радикал нітрік», або «радикал селітряної кислоти». Такі назви, пише Лавуазьє у своїй праці «Початки елементарної хімії» (1789), засновані на старих термінах нітр або селітра, прийнятих у мистецтвах, у хімії та в суспільстві, були б вельми слушними, але відомо, що азот є також причиною летючого лугу (аміаку), як це було незадовго до цього встановлено Бертолле. Тому назва «радикал», або «основа селітряної кислоти», не відображає основних хімічних властивостей азоту. Чи не краще зупинитися на слові «азот», яке, на думку членів номенклатурної комісії, відображає основну властивість елемента — його непридатність для дихання і життя. Автори хімічної номенклатури запропонували утворювати слово «азот» від негативного префікса грец. α та грец. ζωή (zōḗ) — життя. Таким чином, назва «азот», на їхню думку, відображала його нежиттєвість, або безжиттєвість.
За однією з версій, слово «азот» придумане не Лавуазьє і не його колегами по комісії, а відоме з давнини та вживалося філософами й алхіміками середньовіччя для позначення «первинної матерії (основи) металів», так званого меркурію філософів, або подвійного меркурію алхіміків. За цією версією слово «азот» увійшло в літературу, ймовірно, у перші століття середньовіччя і, як і багато інших, було зашифроване та мало містичний сенс назви. Воно зустрічається в творах багатьох алхіміків, починаючи з Бекона (XIII ст.), у Парацельса, Лібавія, Василія Валентина та ін. Лібавій вказує навіть, що слово «азот» (azoth) походить від старовинного іспано-арабського слова «азок» (azoque або azoc), що означало ртуть. Але більш імовірно, що ці слова з'явилися в результаті спотворень переписувачами корінного слова «азот» (azot або azoth). Тепер походження слова «азот» встановлено більш точно. Давні філософи й алхіміки вважали «первинну матерію металів» альфою і омегою всього існуючого. Своєю чергою, цей вираз запозичено з Апокаліпсису останньої книги Біблії: «Я є Альфа і Омега, початок і кінець, перший і останній» (Об. 22:13). У давнину та в середні віки християнські філософи вважали пристойним вживати при написанні своїх трактатів тільки три мови, які визнавалися «священними»: латинську, грецьку і давньоєврейську (напис на хресті при розп'ятті Ісуса Христа, за євангельськими оповіданнями, був зроблений цими трьома мовами). Для утворення слова «азот» були взяті початкові й кінцеві літери алфавітів цих трьох мов (a, альфа, алеф і зет, омега, Тав — AAAZOT).
Укладачі нової хімічної номенклатури 1787 та насамперед ініціатор її створення — Гітон де Морво — добре знали про існування з давніх часів слова «азот». Морво зазначив у «Методичній енциклопедії» (1786) алхімічне значення цього терміну.
Після опублікування «Метод хімічної номенклатури» противники кисневої теорії — флогістики — виступили з різкою критикою нової номенклатури. Особливо, як зазначає сам Лавуазьє у своєму підручнику з хімії, критикувалося прийняття «древніх найменувань». Зокрема, Жульєн Ламетрі — видавець журналу «Observations sur la Physique» — оплоту супротивників кисневої теорії — вказував на те, що слово «азот» вживалося алхіміками в іншому сенсі. Незважаючи на це, нова назва була прийнята у Франції, у Росії та ін., таким чином замінивши собою раніше прийняті назви «флогістований газ», «мофета», «основа мофета» тощо.
Словоутворення «азот» від грецького теж викликало справедливі зауваження. Очевидно, ці сумніви були й у сучасників Лавуазьє. Сам Лавуазьє у своєму підручнику з хімії (1789) вживає слово «азот» поряд з назвою «радикал нітрік» (radical nitrique). Цікаво відзначити, що більш пізні автори, очевидно, намагаючись якось виправдати неточність, допущену членами номенклатурної комісії, виводили слово «азот» від грецького — даючий життя, життєдайний, створивши штучне слово «азотікос», відсутнє в грецькій мові (Діргарт, Ремі та ін.). Однак цей шлях утворення слова «азот» навряд чи може бути визнаний правильним, так як похідне слово для назви азот мало б звучати «азотікон». Невдалість назви азот була очевидною для багатьох сучасників Лавуазьє, які цілком сприймали його кисневу теорію.
Саме тому Жан-Антуан Шапталь у своєму підручнику з хімії «Елементи хімії» 1790 року запропонував замінити слово «азот» — іншою сучасною назвою — гібридним латинським словом nitrogene («азот») (від пізньо-лат. nitrum — «селітра» та грец. γεννάω, gennaō — «народжую», «виробляю»), посилаючись на те що в 1784 році Генрі Кавендіш показав, що азот входить до складу селітри. Свою пропозицію Шапталь детально мотивував. Одним з доводів послужила вказівка, що назва, яка означає неживий, могла б з більшими підставами бути дана іншим простим речовинам (що мають, наприклад, сильні отруйні властивості). Назва Nitrogen була прийнята в Англії та в США, і стала надалі основою міжнародної назви елементу (Nitrogenium — «нітрогеніум») та хімічного символу азоту — N. Однак у Франції на початку ХІХ століття замість символу N вживали символ Az.
Назви азоту — флогістоване повітря, мефітичне повітря, атмосферний мофет, зіпсоване повітря та деякі інші — застосовувались до визнання в європейських країнах нової хімічної номенклатури (себто до виходу в світ відомої книги «Метод хімічної номенклатури» (1787)).

## Азот у природі

### Ізотопи
Природний азот складається з двох ізотопів, обидва з яких є стабільними нуклідами, а саме: 14N з атомною масою 14,00751; та 15N з атомною масою 15,00489, співвідношення яких складає 99,635:0,365. Також штучно отримані його чотирнадцятеро радіоактивних ізотопів з нуклонними числами від 10 до 13 та від 16 до 25. Всі вони є дуже короткожитніми нуклідами, найстабільніший з них — 13N, має період напіврозпаду 10 хвилин.
У верхніх шарах атмосфери, під дією нейтронів космічного випромінювання, ізотоп 14N перетворюється на радіонуклід вуглець-14.

#### Утворення ізотопів азоту
Ізотопи азоту утворюються, як припускають, двома шляхами. Один з них, що отримав назву вуглецево-азотного циклу, має безпосередній стосунок до азоту. Цей цикл починається, коли в зоряній речовині, крім ядер водню-1 — протонів, вже є і вуглець-12. Ядро вуглецю-12, приєднавши ще один протон, перетворюється в ядро нестабільного азоту-13:
{\displaystyle {\mathsf {~_{6}^{12}C~+~_{1}^{1}H~\rightarrow ~_{7}^{13}N~+~\gamma }}}.
Але, випустивши позитрон, азот-13 знову стає вуглецем — утворюється більш важкий нуклід 13C:
{\displaystyle {\mathsf {~_{7}^{13}N~\rightarrow ~_{6}^{13}C~+~e^{+}~+~\gamma }}}.
Далі таке ядро, прийнявши зайвий протон, перетворюється в ядро найпоширенішого в земній атмосфері ізотопу азоту — 14N:
{\displaystyle {\mathsf {~_{6}^{13}C~+~_{1}^{1}H~\rightarrow ~_{7}^{14}N~+~\gamma }}}.
Частина цього азоту-14 під дією протонів перетворюється на кисень-15, котрий, випустивши позитрон і гамма-квант, перетворюється в інший земний ізотоп азоту — 15N:
{\displaystyle {\mathsf {~_{7}^{14}N~+~_{1}^{1}H~\rightarrow ~_{8}^{15}O~+~\gamma }}} ;
{\displaystyle {\mathsf {~_{8}^{15}O~\rightarrow ~_{7}^{15}N~+~e^{+}~+~\gamma }}}.
Земний азот-15 стабільний, але в надрах зір він може також піддаватись ядерному розпаду; після того, як ядро 15N прийме ще один протон, відбувається не тільки утворення кисню-16, але й інша ядерна реакція:
{\displaystyle {\mathsf {~_{7}^{15}N~+~_{1}^{1}H~\rightarrow ~_{6}^{12}C~+~_{2}^{4}He}}}.

### Поширення
Азот — один з найпоширеніших елементів на Землі, причому основна його маса (близько 3,87×1015 т) знаходиться в її атмосфері, у вигляді двоатомних молекул — N2. Сухе повітря містить у середньому 78,09 % за об'ємом чи 75,6 % за масою вільного азоту (N2), не враховуючи незначних домішок у вигляді його сполук (аміаку, оксидів та ін.). З цього видно, що азот — найпоширеніший елемент у земній атмосфері.
Загальний вміст азоту в літосфері (за даними різних авторів) становить 0,7—1,5×1015 т (1,9×10−3 % від загальної маси (17-те місце)), причому в гумусі — порядку 6×1015 т), а в мантії Землі — 1,3×1016 т. Таке співвідношення мас змушує припустити, що головним джерелом азоту служить верхня частина мантії, звідки він надходить в інші оболонки Землі з виверженнями вулканів. У земній корі азот утворює три основні типи мінералів, які містять йони CN−, NO−
3, NH+
4. Деякі з них: хлористий амоній NH4Cl та різні солі нітратної кислоти (нітрати), промислове значення з яких в основному мають: натрієва селітра NaNO3, великі поклади якої є в Чилі (звідси інша її назва — чилійська селітра); та калійна селітра KNO3 найбільші поклади котрої знаходяться в Індії (звідси інша назва якої — індійська селітра). Невелика кількість сполук азоту у вигляді незначних домішок знаходяться у кам'яному вугіллі (1—2,5 %) та нафті (0,02—1,5 %). Азот накопичується в ґрунтах (0,1 %) і в живих організмах (0,3 %).
У відносно малих кількостях вільний азот перебуває в розчиненому стані у водах річок, морів і океанів. Маса розчиненого в гідросфері азоту становить близько 2×1013 т, крім того, приблизно 7×1011 т азоту міститься в гідросфері у вигляді сполук.
Незважаючи на свою назву, азот у вигляді сполук з іншими елементами присутній у всіх живих організмах (1—3 % на суху масу, 4-те місце після кисню, водню та вуглецю відповідно), і є одним з найважливіших біогенних елементів. Він входить до складу амінокислот, які є структурними блоками білків (16—17 %), нуклеотидів — структурних блоків нуклеїнових кислот, а також коферментів, вітамінів, гормонів, антибіотиків, гемоглобіну, хлорофілу і багатьох інших біогенних речовин. У невеликих кількостях газ азот постійно присутній у крові, маючи в ній невелику розчинність порядку 0,0110 мл/л при температурі 38 °C.
Поза межами Землі азот виявлений у галактичних туманностях, сонячній атмосфері, на Урані, Нептуні, у міжзоряному просторі та ін. Атмосфери супутників — Титана, Тритона і карликової планети Плутону теж в основному складаються з азоту. Азот — четвертий за поширеністю елемент Сонячної системи (після водню, гелію і кисню).

#### Походження атмосферного азоту
Вважають, що у первинній атмосфері Землі молекулярного азоту не було, а замість нього атмосфера нашої планети складалася спочатку з летючих речовин, що утворювалися в земних надрах: Н2, Н2О, CO2, СН4, NH3 тощо. Вільний азот якщо й виходив назовні як продукт вулканічної діяльності, то одразу ж перетворювався на аміак, бо умови для цього були найбільш відповідними: надлишок водню, підвищені температури (поверхня Землі ще не охолола).
Однак внаслідок фотосинтезу, причиною якого стала діяльність перших мікроорганізмів, почав вивільнятись молекулярний кисень, який став активно реагувати з аміаком, при цьому вивільняючи молекулярний азот:
{\displaystyle {\mathsf {CO_{2}+2H_{2}O\rightarrow }}} фотосинтез {\displaystyle {\mathsf {\rightarrow HCOH+H_{2}O+O_{2}}}}; {\displaystyle {\mathsf {4NH_{3}+3O_{2}\rightarrow 2N_{2}+6H_{2}O}}}.
Також припускають, що значна частина азоту у вигляді аміаку могла розчинитися у воді при утворенні гідросфери.

### Кругообіг у природі

Схематичне представлення проходження азоту через біосферу, де ключовою частиною циклу є різні види бактерій.

У природі кругообіг азоту відбувається в основному за допомоги так званої азотної фіксації. Фіксація атмосферного азоту (азотфіксація, або діазотрофія) — процес зв'язування молекулярного азоту в хімічні сполуки (аміак та сполуки амонію: нітрати, діоксид азоту), які надалі можуть бути використані рослинами для своїх біохімічних процесів. Вона в природі відбувається двома основними напрямами — абіогенним й біогенним. Сванте Арреніус припускав, що таким чином фіксується до 400 млн т/рік азоту.
Абіогенний шлях включає переважно реакції азоту з киснем в атмосфері. Цим шляхом фіксується лише приблизно 1×107 тонн/рік. Але, маючи потрійний зв'язок, молекула азоту є доволі хімічно інертною, і тому для її руйнування необхідна велика кількість енергії (високі температури). Ці умови досягаються при розрядах блискавок, коли температура сягає 25000 °C і вище. При цьому молекули кисню та азоту розпадаються на атоми, які, легко реагуючи один з одним, утворюють неміцний монооксид азоту:
{\displaystyle {\mathsf {N_{2}+O_{2}\rightarrow 2NO}}}
Останній під дією кисню повітря швидко перетворюється на стійкіший діоксид азоту:
{\displaystyle {\mathsf {2NO+O_{2}\rightarrow 2NO_{2}}}}
Далі в повітрі оксиди азоту (також у присутності кисню) з'єднуються з дощовою водою або іншою атмосферною вологою, утворюючи нітратну або нітритну кислоти:
{\displaystyle {\mathsf {4NO_{2}+O_{2}+2H_{2}O\rightarrow 4HNO_{3}}}}
{\displaystyle {\mathsf {3NO_{2}+H_{2}O\rightarrow 2HNO_{3}+NO}}}
Утворені вище зазначені кислоти, досягаючи ґрунту, реагують зі сполуками натрію, кальцію, калію та ін., які в ньому перебувають, і утворюють свої солі: селітри (нітрати) та нітрити.
Більшість нітритів та нітратів розчинні, тому певна їх кількість змивається дощовою водою та згодом потрапляє до світового океану (цей потік оцінюється в 2,5—8×107 т/рік). Встановлено, що з дощем і снігом на кожен гектар землі потрапляє близько 6700 г зв'язаного азоту.
Існує також імовірність, що абіогенна фіксація відбувається в результаті фотокаталітичних реакцій на поверхнях напівпровідників або широкосмугових діелектриків, наприклад на піску пустель (поглинувши квант світла, молекула N2 переходить у збуджений стан та стає здатною реагувати з киснем).
Однак основна частина атмосферного азоту (близько 0,9—1,4×108 тон/рік) фіксується біогенним шляхом. Біогенна фіксація азоту — фіксація азоту, що відбувається за допомоги деяких мікроорганізмів (а саме бактерій), яких ще називають діазотрофами або азотфіксувальними мікроорганізмами. Деякі рослини, гриби й тварини формують з ними симбіотичні асоціації. Найактивнішими фіксаторами атмосферного азоту є бульбочкові бактерії в асоціації з бобовими рослинами (наприклад Rhizobium), котрі за рік можуть нагромадити на площі 1 га до 60—300 кг азоту. Також до 30—60 кг/га азоту на рік зв'язує вільноживуча аеробна ґрунтова бактерія Azotobacter і до 20—40 кг/га — анаеробна маслянокисла бактерія Clostridium. Тривалий час вважалось, що зв'язувати азот може лише невелика кількість видів мікроорганізмів (хоча й значно поширених на поверхні Землі), а саме, крім вищезгаданих, іще ціанобактерії: Anabaena, Nostoc та інші. Тепер відомо, що цю здатність мають й інші організми у воді й ґрунті, наприклад, актиноміцети в бульбах вільхи та інших дерев, дріжджові і плісняві грибки та інші (загалом близько 160 видів).
Всі вони в кінцевому результаті перетворюють азот на аміак та сполуки амонію (NH+
4). Сам процес перетворення вимагає значних витрат енергії, наприклад, для фіксації 1 г атмосферного азоту бактерії в бульбочках бобових витрачають порядку 167,5 кДж, тобто окиснюють приблизно 10 г глюкози. Вирішальну роль при цьому відіграє фермент нітрогеназа, центри якого містять сполуки заліза та молібдену, що і активує азот для «стикування» з воднем, який попередньо активується іншим ферментом.
Таким чином, видно взаємовигоду від симбіозу рослин й азотофіксуючих бактерій:
- перші другим забезпечують «місце для проживання» й постачають отримане в результаті фотосинтезу «паливо» — глюкозу, а також продукти розкладу клітковини і інших органічних решток;
- а другі першим, своєю чергою, забезпечують постачання азоту у придатній до засвоєння формі.

Азот в аміаку та сполуках амонію, що отримуються в процесах біогенної азотфіксації, швидко окиснюється різними нітрифікуючими бактеріями до нітритів, а далі й до нітратів (цей процес називають нітрифікацією). Та далі у формі неорганічних сполук, як-от нітрати — поглинається з ґрунту рослинами й перетворюється на органічні сполуки — аміди (аспарагін, глутамін) й амінокислоти у тканинах рослин, які далі перетворюються на білки та інші біохімічні сполуки. Тварини, що харчуються рослинами (травоїдні тварини), засвоюють рослинні білки та інші поживні речовини рослинного походження, до складу яких входить азот, спочатку розщеплюючи їх до мономерів (амінокислот та ін.), які, своєю чергою:
- або далі в результаті дезамінування розпадаються з виділенням енергії до амінованого азоту, який надалі знешкоджується перетворенням на сечовину або сечову кислоту, які, своєю чергою, виводяться з організму;
- або перетворюються на тваринні білки та інші складні сполуки тваринного походження в тканинах рослин, частина яких згодом потрапляє до хижаків, які, своєю чергою, харчуються травоїдними.

З точки зору обміну азоту, рослини, з одного боку, та тварини (включно з людиною), з іншого, відрізняються тим, що:
- у тварин утилізація (повторна переробка) утворюваного аміаку здійснюється лише в слабкій мірі — основна частина його виводиться з організму, у вигляді сечовини чи сечової кислоти (як зазначалось вище);
- у рослин же обмін азоту «замкнутий» — азот, що надійшов до рослини, повертається в ґрунт лише разом з самою рослиною.

При процесах життєдіяльності організмів та в кінцевому результаті — після їх загибелі, азот у складі різних органічних сполук повертається до ґрунту у вигляді екскрементів (або інших продуктів життєдіяльності) чи мертвих організмів відповідно. А далі під впливом бактерій, у результаті амоніфікації (розкладання азотовмісних органічних сполук) переходить у неорганічну форму у вигляді аміаку й солей амонію, які далі залежно від типу (знову ж таки) бактерій (денітрифікуючих або нітрифікуючих):
- або розкладаються до молекулярних азоту та водню, котрі повертаються до атмосфери, завершуючи таким чином азотний цикл;
- або знову окиснюються до нітритів, які згодом іншими бактеріями перетворюються на нітрати, які, своєю чергою, далі засвоюються рослинами тощо по колу.

Лише близько 4×108 т зв'язаного азоту міститься в тканинах рослин і тварин, увесь інший (близько 1×108 т) — накопичується у рештках організмів, що розкладаються, та врешті-решт повертається в атмосферу.
Під час циклу можлива зміна кількості азоту, що бере у ньому участь:
- так частина азоту виходить з циклу у вигляді відкладень у ґрунтах і глинистих мінералах;
- однак ці втрати компенсуються за рахунок надходження його в атмосферу з мантії з виверженнями вулканів та інших видів геологічної активності.

Слід зауважити, що постійно відбувається витікання азоту з верхніх шарів атмосфери у міжпланетний простір.

#### Вплив людини на кругообіг
За відсутності діяльності людини процеси зв'язування азоту й нітрифікації практично повністю зрівноважені протилежними реакціями денітрифікації. Тому діяльність людини впливає на кругообіг азоту:
- так, через розігрів повітря (як і у випадку з розрядом блискавки), наприклад електрогенераторами та/або двигунами внутрішнього згорання при спалюванні будь-якого палива, або при інших термічно-технологічних процесах, атмосфера збагачується зв'язаним азотом (близько 2×107 т/рік[17]);
- заводи, що виробляють азотні добрива та інші матеріали для виготовлення яких потрібні сполуки зв'язаного азоту, зв'язують його у величезних кількостях з повітря (близько 8×107 т/рік);
- засівання полів бобовими призводить до додаткового нагромадження зв'язаного азоту в ґрунтах (близько 4×107 т/рік); протилежним є засівання с/г угідь рослинами, які вибирають з них зв'язаний азот, що призводить до їхнього «азотного» збіднення;
- транспортування добрив і продуктів сільського господарства перерозподіляє азот на поверхні Землі.

## Властивості

### Фізичні властивості

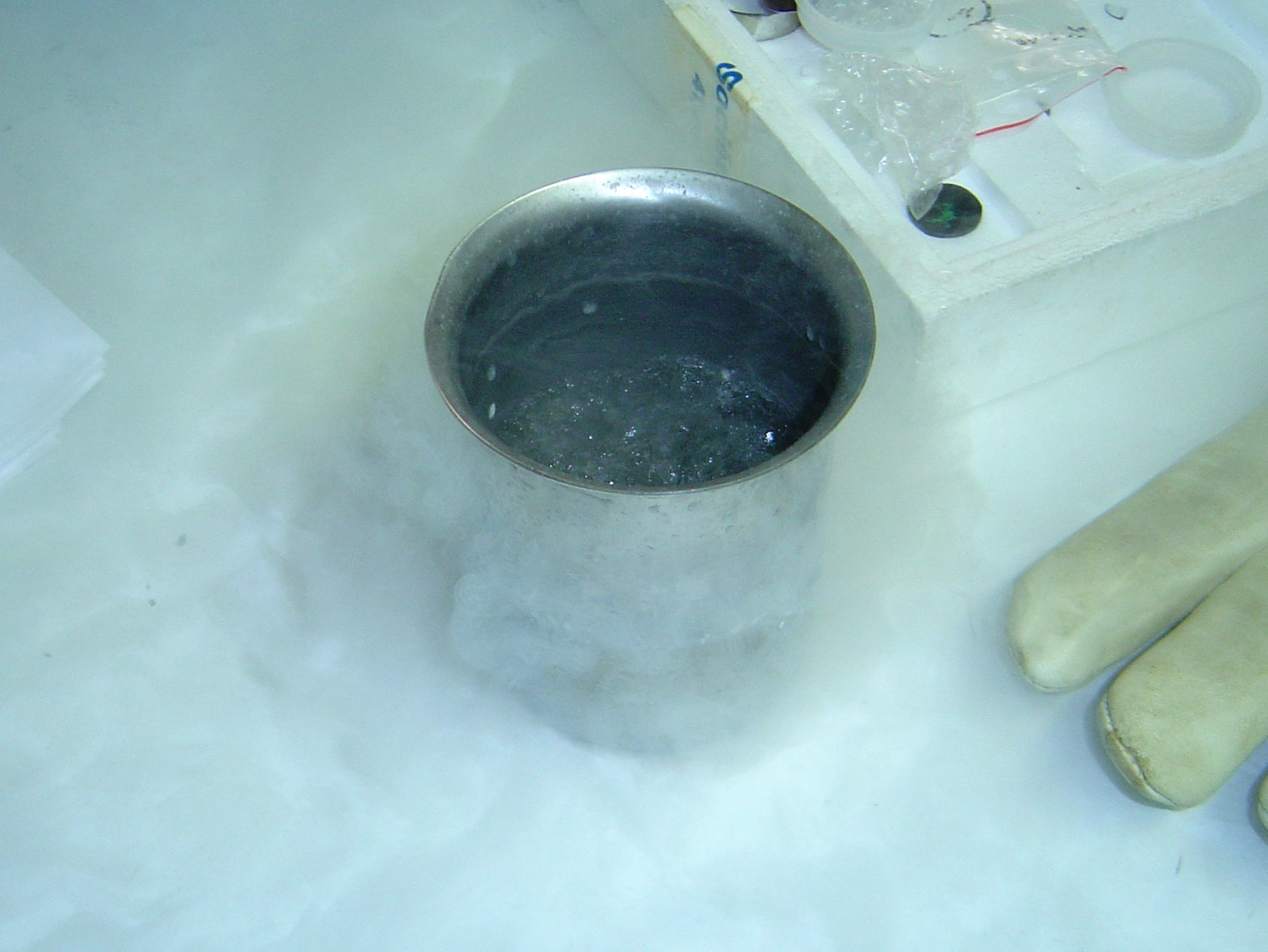
Кипіння азоту в металевій чашці (−196 °C)

За нормальних умов азот є небагато легшим за повітря, хімічно-малоактивним, двоатомним, безбарвним, без запаху та смаку газом, з питомим об'ємом 860,4 дм³/кг, що не підтримує ні дихання, ні горіння.
У воді розчиняється слабо, для прикладу, його розчинність при 20 °C становить 1,54 см³ на 100 г води (наприклад кисню — 3,1 см³). Тому розчинене у воді повітря багатше на кисень, ніж атмосферне. Краще, ніж у воді, азот розчинний у деяких вуглеводнях.
Азот важко зріджується, його конденсація (а також кипіння) відбувається при температурі −195,8 °C. При кімнатній температурі він не зріджується за жодного тиску. У рідкому стані він являє собою безбарвну рідину (схожу на воду) з питомим об'ємом 1,239 дм³/кг (при −195,8 °C за тиску 101,3 кПа) — рідкий азот.
При −209,86 °C азот переходить у твердотільний стан у вигляді снігоподібної маси чи великих білосніжних кристалів. При контакті з повітрям поглинає з нього кисень, при цьому плавиться, таким чином утворюючи розчин кисню в азоті.
Кристалічні ґратки твердотільного азоту молекулярні, для них відомі три кристалічні модифікації:
- так в інтервалі температур: 63,29—36,61 К існує фаза β-N2 з щільним гексагональним упакуванням, з показниками: просторова група P63/mmc; параметри ґратки: a = 3,93, Å та c = 6,50 Å;
- за температури нижчої від 36,61 К стійкою є фаза α-N2 з кубічною ґраткою, що має просторову групу Pa3 або P213 і період a = 5,660 Å;
- під тиском понад 3500 атмосфер та температурі не вищій від 83 K може існувати гексагональна фаза γ-N2.

Молекула азоту існує у вигляді двох ядерноспінових модифікацій — симетричної і антисиметричної. При звичайній температурі співвідношення симетричної та антисиметричної форм є 2:1.

#### Електромагнітний спектр

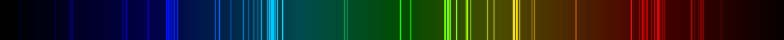
Оптичний емісійний спектр азоту

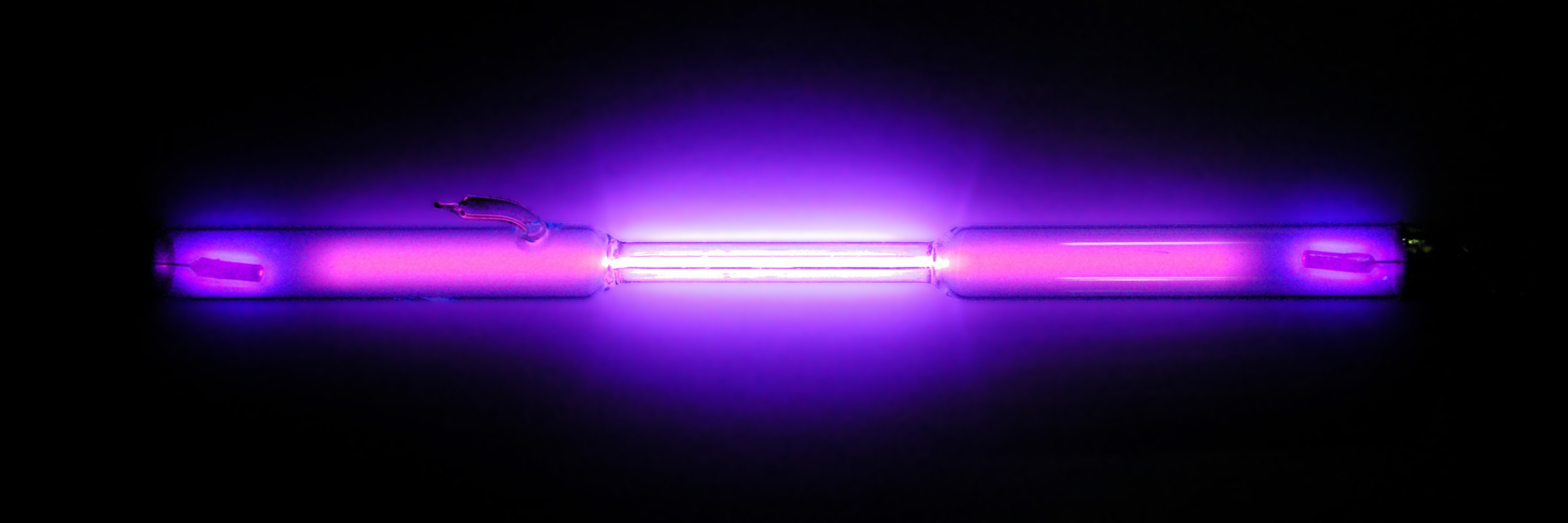
Світіння азоту N_{2} в газорозрядній трубці

Молекулярний азот (N2) значною мірою прозорий для інфрачервоного та видимого випромінювання, оскільки він являє собою сукупність гомоядерних молекул які не мають дипольного моменту, а отже і буксирування електромагнітного випромінювання на цих довжинах хвиль. Значне поглинання відбувається в крайній ультрафіолетовій області спектра довжин хвиль, починаючи з близько 100 нанометрів. Це пов'язано з електронними переходами в молекулі до станів, у яких заряд не розподіляється рівномірно між атомами азоту. Вище зазначена властивість азоту призводить до значного поглинання ультрафіолетового випромінювання у верхніх шарах атмосфери Землі та атмосфер інших планетарних тіл. З тих же причин, чисті лазери на молекулярному азоті, як правило, випромінюють світло в ультрафіолетовому діапазоні.
Азот також вносить свій внесок у видиме світіння повітря верхніх шарів атмосфери Землі, за допомогою електронного ударного збудження з подальшим випромінюванням. Це видиме блакитне світіння повітря, як правило, зумовлює не молекулярний азот, а атомарний азот у поєднанні з атомарним киснем при утворенні монооксиду азоту (NO).

### Хімічні властивості

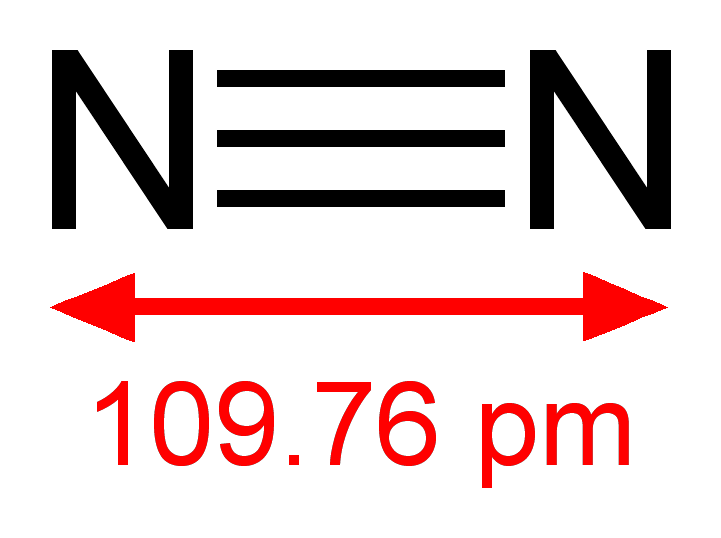
Потрійний зв'язок у молекулі азоту

Структура зовнішньої електронної оболонки атома азоту містить п'ять електронів, з яких: два — неподілена електронна пара на 2s-рівні; та три неспарених електрони (наполовину заповнені орбіталі) на 2р-рівні. Це значить, що один атом азоту може пов'язувати не більше чотирьох інших атомів (груп атомів), тобто його координаційне число дорівнює чотирьом. Також кількість атомів (груп атомів), які можуть бути пов'язані з азотом обмежує невеликий розмір його атома. Тому багато сполук інших членів підгрупи VA або зовсім не мають аналогів серед сполук азоту, або аналогічні сполуки азоту виявляються нестабільними. Так, PCl5 — стабільна сполука, а NCl5 — не існує. Найчастіше азот у сполуках — триковалентний за рахунок неспарених електронів (як в аміаку NH3). Однак наявність неподіленої пари електронів може призводити до утворення ще одного ковалентного зв'язку (за т. зв. донорно-акцепторним механізмом), і азот стає чотириковалентним (як у йоні амонію NH4).
Через те, що атоми азоту мають на зовнішній оболонці п'ять електронів (два 2s + три 2p = 5), вони зазвичай можуть:
- або приєднувати три електрони, яких їм бракує для утворення повністю заповненої (вісьмома електронами) оболонки, таким чином відновлюючись до нітрид-іонів N3− та проявляючи при цьому свою максимальну негативну валентність;
- або втрачати всі п'ять валентних електронів, таким чином окиснюючись до катіонів N5+ та проявляючи при цьому свою максимальну позитивну валентність.

Однак атоми азоту також можуть відновлювати або втрачати і меншу кількість електронів, проявляючи при цьому свої інші: або негативні 2−, 1−; або позитивні 1+, 2+, 3+ і 4+ ступені окиснення. Зокрема в молекулі азоту ступень окиснення її атомів рівна 0.
| Ступені окиснення азоту в сполуках | Ступені окиснення азоту в сполуках                                  |
| Ступ. окисн.                       | Сполуки                                                             |
| ---------------------------------- | ------------------------------------------------------------------- |
| −3                                 | аміак NH3, іон амонію NH+ 4, нітриди N3-                            |
| −2                                 | гідразин N2H4                                                       |
| −1                                 | гідроксиламін NH2OH                                                 |
| 0                                  | молекулярний азот N2                                                |
| +1                                 | гіпонітрит натрію Na2N2O2, монооксид діазоту N2O                    |
| +2                                 | монооксид азоту NO                                                  |
| +3                                 | триоксид діазоту N2O3, нітрит натрію NaNO2                          |
| +4                                 | діоксид азоту NO2, тетраоксид діазоту N2O4                          |
| +5                                 | пентаоксид діазоту N2O5, нітратна кислота HNO3 та її солі — нітрати |

Азот у вільному стані перебуває у вигляді двоатомних молекул, обидва атоми яких, міцно зв'язані між собою трьома спільними електронними парами, електронна конфігурація яких описується формулою σs²σs*2πx, y4σz², що відповідає потрійному ковалентному зв'язку між атомами азоту N≡N (довжина зв'язку dN≡N = 0,1095 нм). Молекула азоту неполярна і слабо поляризується, сили взаємодії між молекулами дуже слабкі, тому при звичайних умовах азот газоподібний.
Внаслідок всього цього молекула азоту вкрай міцна, для реакції дисоціації N2 ↔ 2N зміна ентальпії в реакції ΔH °298 = 945 кДж/моль, константа швидкості реакції К298 = 10—120, тобто дисоціація молекул азоту при нормальних умовах практично не відбувається (рівновагу практично повністю зсунуто вліво). Навіть при 3300 °C ступінь термічної дисоціації N2 становить усього 0,1 %, і лише при температурі близько 5000 °C досягає декількох відсотків (при нормальному тиску). Для того, щоб розкласти молекулу азоту на атоми, треба витратити значну кількість енергії (приблизно 225 ккал/моль). Тому азот хімічно досить пасивний, а саме: не горить, не підтримує горіння, не реагує з водою, кислотами, лугами, солями, та при звичайних умовах взаємодіє лише з літієм, з наступним утворенням твердотільного нітриду літію:
{\displaystyle {\mathsf {6Li+N_{2}\rightarrow 2Li_{3}N}}}
При порівняно невеликому нагріванні азот взаємодіє і з іншими активними металами, як-от кальцій та магній:
{\displaystyle {\mathsf {3Ca+N_{2}\rightarrow Ca_{3}N_{2}}}} (нітрид кальцію)
При достатньо високих температурах, коли молекули N2 розкладаються і азот переходить в атомарний стан, він виявляючи переважно властивості окисника, порівняно легко вступає в реакції з іншими металами, утворюючи частково іонні нітриди MxNy, наприклад:
{\displaystyle {\mathsf {2Al+N_{2}\rightarrow 2AlN}}} (нітрид алюмінію)
У цих сполуках азот заряджений негативно. Нітриди лужних та лужноземельних металів — це йонні сполуки, вони розкладаються водою (або водними розчинами кислот) до аміаку та відповідних гідроксидів (тобто гідролізуються):
{\displaystyle {\mathsf {Ca_{3}N_{2}+6H_{2}O\rightarrow 3Ca(OH)_{2}+2NH_{3}\uparrow }}}
{\displaystyle {\mathsf {Ca_{3}N_{2}+6HCl\rightarrow 3CaCl_{2}+2NH_{3}\uparrow }}}
У сполуках з іншими елементами атом азоту може бути хімічно пов'язаний з іншим атомом азоту, утворюючи кілька достатньо стабільних сполук, такі, як гідразин N2H4 і азиди металів MN3. Такий тип зв'язку незвичайний для хімічних елементів (за винятком вуглецю та кремнію).
При високій температурі (500 °C), високому тиску (≥ 200 атм) та наявності каталізатора (наприклад Fe) азот реагує з воднем з утворенням аміаку:
{\displaystyle {\mathsf {3H2+N2\rightarrow 2NH_{3}}}}
Не прямим шляхом (тобто не з простих речовин) отримують і інші його сполуки з воднем. Наприклад: гідразин (пернітрид водню), октазон N8H14 або азидну кислоту, солі якої — азиди. Один з них — азид свинцю Pb(N3)2 — сполука, яка має властивість розкладатись при ударі (тому, наприклад, її застосовують як детонатор у капсулях патронів). Більшість сполук азоту з воднем виділено тільки у вигляді органічних похідних.
При температурі електричної іскри (понад 3000 °C) азот виявляє відновні властивості реагуючи з оксигеном, у результаті чого утворюється нестійкий до високої температури монооксид азоту NO (у природі ця реакція відбувається при грозових розрядах):
{\displaystyle {\mathsf {N_{2}+O_{2}\rightarrow 2NO}}}
З якого далі можуть утворюватись і інші оксиди азоту: NO2, N2O, N2O3 та N2O5. Всіх їх можна одержати також дією іонізуючого випромінювання на суміш азоту з киснем. При розчиненні у воді азотистого N2O3 і азотного N2O5 ангідридів відповідно утворюються нітритна кислота HNO2 та нітратна кислота HNO3, які утворюють відповідно солі — нітрити та нітрати.
При взаємодії азоту з розпеченим коксом утворюється ціан (CN)2. Нагріванням азоту з ацетиленом C2Н2 до 15 000 °C може бути отриманий ціановодень HCN.
З галогенами азот безпосередньо не взаємодіє, тому всі галогеніди азоту — NF3, NCl3, NBr3 та NI3 одержують непрямим шляхом, наприклад трифторид азоту NF3 — при взаємодії фтору з аміаком. Як правило, галогеніди азоту — слабостійкі сполуки (за винятком NF3), вони розкладаються вже при невеликому нагріванні (деякі — навіть при зберіганні). Так, NI3 осаджується при зливанні водних розчинів аміаку та йодного настою, однак вже при легкому струшуванні сухий NI3 вибухає. Стійкішими є оксогалогеніди азоту — NOF, NOCI, NOBr, NO2F і NO2Cl.
Сполуки азоту з сіркою теж не утворюються напряму, азотиста сірка N4S4 виходить у результаті реакції рідкої сірки з аміаком.
Також азот не взаємодіє з фосфором та кремнієм і деякими іншими неметалами.
Описано кілька десятків комплексів з молекулярним азотом.
При дії на звичайний азот електричних розрядів при розкладанні нітридів бору, титану, магнію і кальцію і ін., а також при електричних розрядах у повітрі може утворитися активний азот, який являє собою суміш молекул і атомів азоту, які мають підвищений запас енергії, та на відміну від молекулярного — дуже енергійно взаємодіє з киснем, воднем, парами сірки, фосфором та деякими металами.

## Сполуки

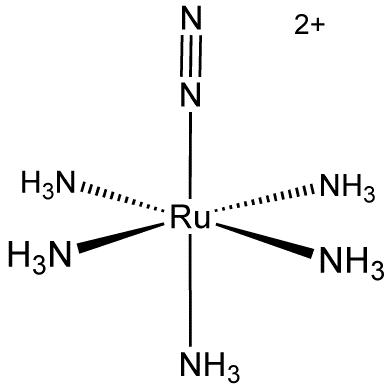
Структурна модель молекули [Ru(NH_{3})_{5}(N_{2})]^{2+}, одним із лігандів у якій є молекула азоту

### Оксиди азоту
Азот утворює кілька оксидів (NO, NO2, N2O, N2O3, N2O4, N2O5). З них найбільше значення мають монооксид азоту NO і діоксид азоту NO2, оскільки це продукти при виробництві нітратної кислоти. Оксид азоту(I) N2O відомий як дурманний газ і використовується для наркозу.

### Аміак та його похідні
Разом із трьома атомами водню атом азоту утворює молекулу аміаку NH3. Органічні похідні цієї речовини називаються амінами, наприклад одразу дві амінні групи входять до складу сечовини. Аміак реагуючи з кислотами, утворює солі амонію. Заміщення одного з атомів водню аміаку атомом металу дає аміди (NaNH2, …).
Крім аміаку та іонів амонію, відомі й інші численні сполуки азоту з воднем, наприклад гідразин (H2N-NH2), диімід HN-NH, азидна кислота HN3 (H−N=N=N), октазон N8H14 і інші, більшість з яких виділено лише у вигляді органічних похідних.

### Кислоти
Азот утворює нітратну (HNO3) та нітритну (HNO2) кислоти, солі яких називаються, відповідно, нітратами та нітритами.
Некисневі азотні кислоти (атоми азоту входять до складу псевдогалогенного угрупування):
- Азидна кислота HN3 (солі якої називають азидами), (атоми азоту (азоту) мають різну валентність (N−=N+=N−))
- Синильна кислота (HCN) є сильною отрутою, так само як і більшість її солей (ціанідів) та деякі з органічних похідних (нітрилів).
- Ціанатна кислота, HNC (солі — ціанати).
- Тіоціанатна кислота, HSCN (солі — Тіоціанати).

### Сполуки з металами
Сполуки азоту з електропозитивнішими елементами, металами та неметалами — нітриди — схожі на карбіди і гідриди. Їх можна розділити залежно від характеру зв'язку M-N на іонні, ковалентні і з проміжним типом зв'язку. Як правило, це кристалічні речовини.
Нітриди лужних та інших активних металів (Na3N, Mg3N2) — солеподібні речовини, що при контакті з водою виділяють аміак. Перехідні метали утворюють нітриди з металічним типом зв'язку (TiN, CrN, VN). Відомі також ковалентні нітриди (BN, Si3N4).

### Інші сполуки
- Гідроксиламін (H2N-OH)
- Сечовина (O=C(NH2)2),
- Галогеніди азоту (NI3; NF3)
- Бромціан[en] (BrCN)

### Органічні сполуки азоту
Азот міститься в значних кількостях у всіх живих організмах, у складі амінокислот та ДНК. Найпростішими класами органічних сполук азоту є:
- Аміни — похідні аміаку (метиламін — CH3NH2, триетиламін — (CH3CH2)3N, …)
- Аміди — ацетамід, ДМФА, капрон, білки …
- Нітрили — похідні ціановодневої кислоти (ацетонітрил — CH3CN, …)
- Нітросполуки (нітрометан- CH33NO2, тринітротолуол, гексоген)
- Нітрати органічні (нітрогліцерин, …)
- Оксими, гідразони
- Похідні сечовини
- Солі діазонію (C6H5-NN+ Cl−), діазосполуки (C6H5-N=N-C6H5)
- Азотовмісні гетероцикли (піридин, нуклеїнові основи ДНК, вітамін B6)

## Отримання

### У лабораторіях
Оскільки чистий азот дуже складно отримувати розділенням повітря (бо після його відділення від решти повітря (видалення водяної пари, діоксиду вуглецю, кисню та ін. сполук) в ньому все-таки залишаються домішки у вигляді аргону та інших благородних газів), у лабораторних умовах його, у невеликих кількостях отримують лише хімічними методами:
- так зазвичай азот одержують шляхом додавання при нагріванні насичений розчин хлориду амонію NH4Cl до твердотільного нітриту натрію NaNO2, у результаті чого утворюється нітрит амонію[ru], який через високу температуру одразу ж розкладається на воду та безпосередньо на азот:

{\displaystyle {\mathsf {NaNO_{2}+NH_{4}Cl\rightarrow NaCl+NH_{4}NO_{2}}}}; {\displaystyle {\mathsf {NH_{4}NO_{2}{\xrightarrow {\ t\ }}\ 2H_{2}O+N_{2}\uparrow }}}
- також можна просто нагрівати твердий нітрит амонію:

{\displaystyle {\mathsf {NH_{4}NO_{2}{\xrightarrow {\ t\ }}\ 2H_{2}O+N_{2}\uparrow }}}
Є група методів, за якими можна окиснювати аміак або іон амонію, наприклад:
{\displaystyle {\mathsf {2NH_{3}+3Br_{2}\rightarrow N_{2}+6HBr}}}
{\displaystyle {\mathsf {2NH_{4}^{+}+Cl_{2}O_{7}^{2+}+6H^{+}\rightarrow 2Cr^{3+}+N_{2}+7H_{2}O}}}
{\displaystyle {\mathsf {2NH_{4}^{+}+3MnO_{2}\rightarrow 2MnO+N_{2}+4H_{2}O+Mn^{2+}}}}
{\displaystyle {\mathsf {2NH_{4}^{+}+3F\rightarrow N_{2}+6HF+2H^{+}}}}
- Дуже зручний процес окиснення іона амонію нітрит-іоном:

{\displaystyle {\mathsf {NH_{4}^{+}+NO_{2}^{-}\rightarrow N_{2}+2H_{2}O}}}
Відомі і інші способи:
- один з яких — пропускання аміаку над оксидом міді (II) при температурі ~700 °C. Аміак при цьому беруть з насиченого розчину при нагріванні, а кількість CuO — удвічі більшу від розрахункової. Безпосередньо перед застосуванням азот ще раз очищають від домішок кисню та аміаку пропусканням над міддю та її оксидом (II) (теж ~ 700 °C), а потім сушать концентрованою сірчаною кислотою і сухим лугом. Процес відбувається досить повільно, але газ виходить досить чистий:

{\displaystyle {\mathsf {2NH_{3}+3CuO\rightarrow N_{2}\uparrow +3H_{2}O+3Cu}}}
- розкладання деяких азидів при нагріванні:

{\displaystyle {\mathsf {2NaN_{3}\rightarrow 3N_{2}+2Na}}}
- взаємодія нітритів з сульфаміновою кислотою[ru] або сечовиною:

{\displaystyle {\mathsf {NO_{2}^{-}+HSO_{3}NH_{2}\rightarrow N_{2}+HSO_{4}^{-}+H_{2}O}}}
{\displaystyle {\mathsf {NO_{2}^{-}+H^{+}+N_{2}H_{4}CO\rightarrow N_{2}+HCO_{3}^{-}+NH_{4}^{+}}}}
- каталітичне розкладання аміаку при високій температурі теж може слугувати джерелом азоту:

{\displaystyle {\mathsf {2NH_{3}{\xrightarrow {\ t\ }}N_{2}+3H_{2}}}}

### У промисловості

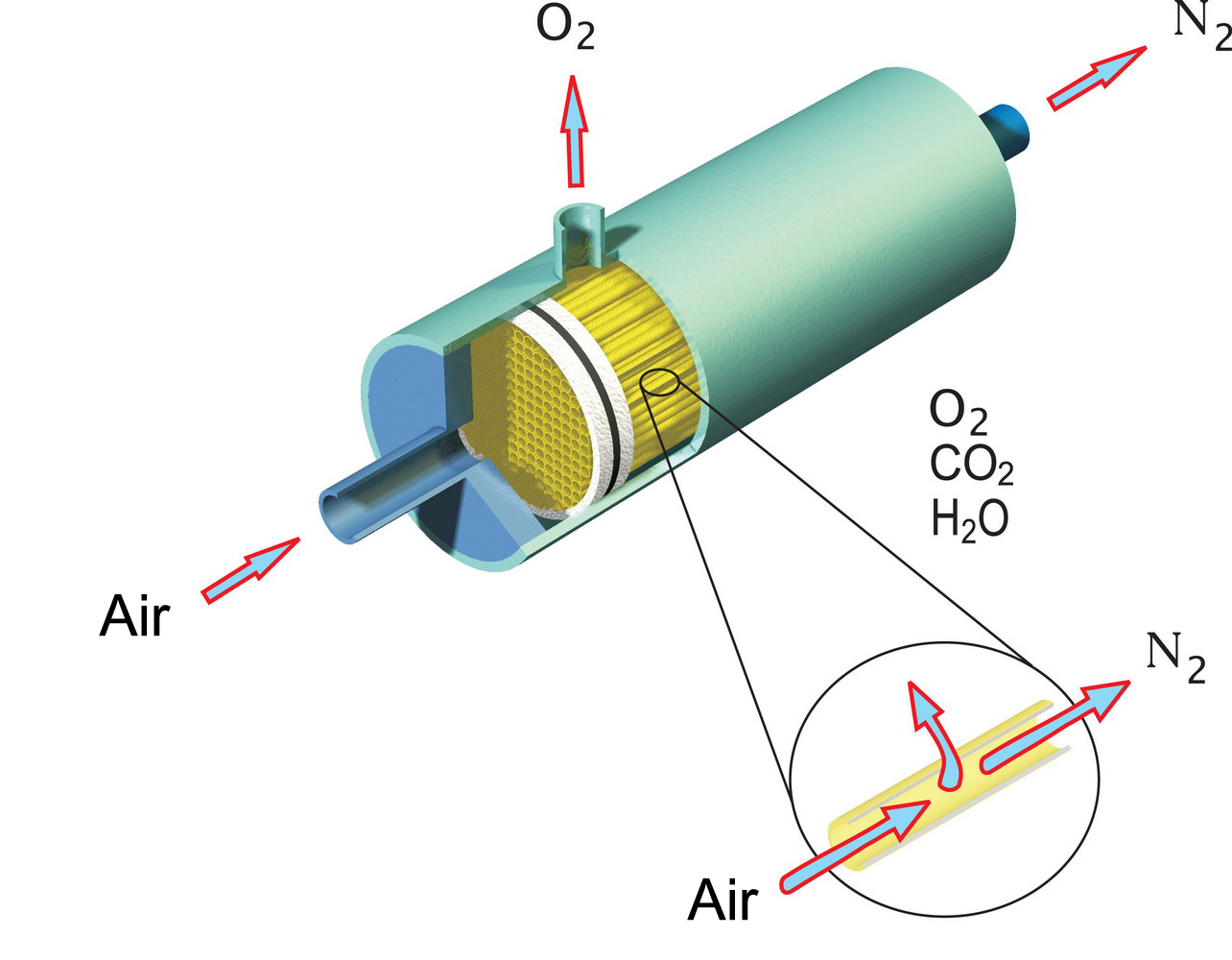
Принцип дії мембранного методу.

Раніше довгий час головним джерелом азоту для промисловості слугували різні види селітр.
Але зараз у промисловості (у великих кількостях) азот добувають з повітря, його фракціонуванням за допомогою азотних станцій. Економічно, промислове виділення азоту з атмосфери обумовлено відносною дешевизною методу зрідження очищеного (після видалення пари води, CO2, пилу та інших домішок) повітря. Послідовні цикли стиснення, охолодження та розширення такого повітря призводять до його зрідження. Рідке повітря піддають фракційній перегонці (фракціонуванню) при повільному піднятті температури. Першими виділяються благородні гази, потім азот, і залишається рідкий кисень. Очищення досягається багатократним фракціонуванням. Таким методом отримують багато мільйонів тонн азоту щорічно, переважно для синтезу аміаку, який є вихідною сировиною в технології виробництва різних азотовмісних сполук для промисловості і (у тому числі) сільського господарства.
Відомий також мембранний метод. Він базується на поступовій багатоступінчастій адсорбції/десорбції повітря в мембранних установках. При ньому повітря стиснуте від 5 до 13 бар нагнітається в спеціальні мембрани. І за рахунок того що швидкість дифузії азоту (і аргону) через ці мембрани значно повільніше, ніж у кисню, води і вуглекислого газу, він поступово накопичується у відносно чистому вигляді на іншій стороні мембрани. Регулюючи швидкість потоку, можна контролювати чистоту отримуваного азоту (до 99,995 % в дуже малих кількостях, 99 % для промислових масштабів).

## Зберігання
Літр рідкого азоту, випаровуючись і нагріваючись до 20 °C, утворює приблизно 700 літрів газу. З цієї причини рідкий азот зберігають у спеціальних посудинах Дьюара з вакуумною ізоляцією відкритого типу або кріогенних ємностях під тиском. Споживачам газоподібний азот постачають у стислому вигляді (150 атм., або 15 МПа) в чорних балонах, що мають жовтий напис «азот».

## Застосування

### Газоподібний азот
Основна частина одержуваного в промисловості азоту (більше ¾) застосовується для синтезу аміаку, який потім у значних кількостях переробляється на нітратну кислоту, азотні добрива, вибухові речовини і т. д.
Деякі інші напрямки промислового застосування газоподібного азоту обумовлені його інертними властивостями (зокрема він пожежо- та вибухобезпечний, перешкоджає окисненню, гниттю та ін., і тому, наприклад, якщо процес виробництва традиційно проходить з використанням повітря, а окиснення та/або гниття є негативними факторами, то азот успішно може заміщати повітря). Зокрема деякі його застосування:
- в енергетиці:
  - для продування охолоджувальних частин турбогенераторів ТЕЦ, ГЕС, АЕС та електролізерів від водню і повітря

- у гірничій справі (наприклад, у вугільній промисловості):
  - для створення в шахтах вибухобезпечного середовища;
  - при дегазації виробіток;
  - для розпирання пластів породи;
  - пожежна безпека житлових, промислових споруд, офісів тощо

- у нафтогазовій промисловості:
  - при освоєнні свердловин
  - при продуванні резервуарів та трубопроводів (газопроводів, нафтопроводів), для перевірки роботи під тиском, при проведенні ремонтно-відновлювальних робіт, для збільшення вироблення родовищ
  - для забезпечення вибухопожежобезпеки при видобуванні, транспортуванні, зберіганні, переробці природного газу, нафтопродуктів та інших хімічних речовин

- у електроніці:
  - для наповнення ламп розжарювання, а також інших процесів, де присутність кисню неприпустима

- у харчовій промисловості:
  - для тривалого і безвідходного зберігання сільськогосподарської продукції, у тому числі насіння і зерна в регульованих газових середовищах
  - при виробництві олії, жирів
  - як пакувальний газ при пакуванні продуктів (зареєстрований як харчова добавка E941)

- у пожежогасінні:
  - як безпосередньо речовина для методу азотного пожежогасіння (бо випаровуючись та розширюючись, азот витісняє кисень, необхідний для горіння, що приводить до припинення пожежі, а оскільки азот, на відміну від води, піни або порошку, просто випаровується і вивітрюється, азотне пожежогасіння — найефективніший з погляду збережуваності цінностей механізм гасіння пожеж)

- у медицині:
  - (в суміші з киснем) як слабкий наркотик, що викликає стан сп'яніння, ейфорії, притуплення больової чутливості
  - для інгаляційного наркозу

- інше:
  - для заповнення вільного простору у ртутних термометрах
  - як речовина для активного середовища в азотних лазерах[en]

Раніше, у газових кімнатах для страти
а також:
- у фармацевтичній промисловості
- в машинобудівній промисловості
- в інших сучасних технологічних процесах, де необхідне застосування інертного та вибухопожежобезпечного середовища.

### Рідкий азот
Оскільки азот має низьку температуру кипіння (77,4 К), то через це зріджений азот застосовується:
- як холодоагент (наприклад для швидкого заморожування продуктів, для зберігання крові в медицині);
- для лікування і профілактики в кріотерапії;
- у кріогеніці, як одна з головних речовин.

### Інше
- ізотоп 15N використовують у хімічних та біохімічних дослідженнях як мічений атом;
- опромінення нейтронами ізотопу 14N використовують для отримання нукліда 14С.

Варто зазначити що азот входить до широкого класу вибухових речовин, вибуховість сполук якого ґрунтується на тому, що утворення молекули азоту призводить до встановлення дуже міцного потрійного зв'язку, а при цьому вивільняється велика кількість енергії.

### Промислове зв'язування
Основним напрямком застосування газоподібного азоту є безпосереднє використання його для синтезу сполук азоту через їх надзвичайно широке використання в хімії (неможливо навіть перелічити всі області, де знаходять застосування речовини, що містять азот). Це: індустрія добрив, вибухових речовин, барвників, медикаментів та ін.
Проте, хоча колосальні кількості азоту доступні в прямому сенсі слова «з повітря», та через описану вище міцність молекули азоту N2 довгий час залишалось невирішеним завдання отримання азотовмістних сполук, з повітря; велика частина сполук азоту добувалася з його мінералів, таких, як чилійська селітра. Однак скорочення запасів цих корисних копалин, а також зростання потреби в сполуках азоту змусило форсувати роботи з промислового зв'язування атмосферного азоту.
Найбільш поширений аміачний спосіб зв'язування атмосферного азоту. Оборотна реакція синтезу аміаку:
{\displaystyle {\mathsf {N_{2}+3H_{2}\rightleftarrows 2NH_{3}}}}
Реакція екзотермічна (тепловий ефект 92 кДж) та йде зі зменшенням обсягу, тому для зсуву рівноваги вправо відповідно до принципу Ле Шательє — Брауна необхідно охолодження суміші і високий тиск. Однак з кінетичної точки зору зниження температури невигідне, бо при цьому сильно знижується швидкість реакції — вже при 700 °C швидкість реакції дуже мала для її практичного використання.
У таких випадках використовується каталіз, оскільки відповідний каталізатор дає змогу збільшити швидкість реакції без зсуву рівноваги. У процесі пошуку відповідного каталізатора було випробувано близько двадцяти тисяч різних сполук. За сукупністю властивостей (каталітична активність, стійкість до отруєння, дешевизна) найбільше застосування отримав каталізатор на основі металевого заліза з домішками оксидів алюмінію та калію. Процес проводять при температурі 400—600 °C і тиску 10—1000 атмосфер.
Слід зазначити, що при тисках вище 2000 атмосфер синтез аміаку з суміші водню і азоту йде з високою швидкістю і без каталізатора. Наприклад, при 850 °C і 4500 атмосфер вихід продукту становить 97 %.
Існує і ще один, менш поширений спосіб промислового зв'язування атмосферного азоту — ціанамідний метод, заснований на реакції карбіду кальцію з азотом при 1000 °C. Реакція відбувається за рівнянням:
{\displaystyle {\mathsf {CaC_{2}+N_{2}\rightarrow CaCN_{2}+C}}} Реакція екзотермічна, її тепловий ефект 293 кДж.
Щорічно з атмосфери Землі промисловим шляхом відбирається приблизно 1 × 106 т азоту.

## Біологічна роль
Азот — один з основних хімічних елементів живої природи. Він входить до складу амінокислот — хімічних блоків, з яких формуються білки, та нуклеотидів — хімічних блоків, з яких формуються нуклеїнові кислоти, таким чином будучи біогенним елементом. У складі живих клітин за кількістю атомів азоту близько 2 %, за масовою часткою — приблизно 2,5 % (четверте місце після оксигену, гідрогену та карбону відповідно). У зв'язку з цим значна кількість зв'язаного азоту міститься в живих організмах, «мертвій органіці» і дисперсній речовині морів і океанів.
Незважаючи на важливість азоту для живих організмів та враховуючи дуже міцний потрійний зв'язок в утворюваній ним молекулі, майже всі організми (рослини, тварини та ін.) не можуть засвоювати атмосферний азот.
Однак деякі мікроорганізми, а саме бактерії, що мають фермент нітрогеназу, з допомогою останнього (який відіграє ключову роль) все-таки здатні засвоювати (фіксувати) молекулярний азот, таким чином перетворюючи його в сполуки, які далі можуть бути засвоєні іншими організмами (рослинами, тваринами та ін.), що потребують його.
Не всі речовини, до складу яких входить азот, сприяють розвитку рослин. Амінні солі феноксиоцтової і трихлорфеноксиоцтової кислот — гербіциди. Перша пригнічує ріст бур'янів на полях злакових культур, друга застосовується для очищення земель під ріллю — знищує дрібні дерева і чагарники.
У звичайних умовах азот фізіологічно інертний, але при вдиханні повітря, стиснутого до 2—2½ атм., наступає стан, що називається азотним наркозом, подібний до алкогольного сп'яніння. Ці випадки можуть виникнути за умови водолазних робіт на глибині декількох десятків метрів. При різкому і значному зниженні парціального тиску азоту, розчинність його в крові і тканинах настільки зменшується, що частина його виділяється у вигляді бульбашок, що є одною з причин виникнення кесонної хвороби, що спостерігається у водолазів при швидкому їх піднятті на поверхню та у |пілотів при великих швидкостях злітання літака у верхні шари атмосфери. Для запобігання виникненню таких випадків деколи користуються штучними газовими сумішами, у яких азот замінений гелієм або якимось іншим інертним газом.
У результаті споживання рослинами величезної кількості зв'язаного азоту (особливо при інтенсивному землеробстві) ґрунти стають збідненими на цей хімічний елемент. Дефіцит азоту характерний для землеробства майже всіх країн. Спостерігається дефіцит азоту й у тваринництві (так зване «білкове голодування»). На ґрунтах, бідних доступним азотом, рослини погано розвиваються.